# بيان الـ 99
بيان الـ 99 كان بيانًا وقع عليه 99 مثقفًا سوريًا في 27 سبتمبر 2000 خلال ربيع دمشق الذي أعقب وفاة حافظ الأسد في يونيو من العام نفسه. وطالب المثقفون بإنهاء العمل بقانون الطوارئ والعفو عن السجناء السياسيين والسماح للمبعدين والمنفيين بالعودة للبلاد والحماية القانونية لـحرية التعبير وحرية التجمع و«لحياة عامة خالية من القوانين والقيود ومختلف أشكال المراقبة المفروضة عليها». ومن بين الموقعين البارزين عبد الرزاق عيد وأنور البني وممدوح عدوان وحيدر حيدر وميشيل كيلو.